# Louis Ooms
Louis Maria Constantin Ooms (Tessenderlo, 3 februari 1865 - 6 juni 1935) was een Belgisch volksvertegenwoordiger en burgemeester.

## Levensloop
Ooms promoveerde tot doctor in de rechten en vestigde zich als notaris in Tessenderlo. Hij werd voorzitter van de Kamer van notarissen voor het arrondissement Hasselt.
In zijn gemeente werd hij in 1895 volksvertegenwoordiger en vanaf 1903 burgemeester.
Van 1906 tot 1912 was hij provincieraadslid van Limburg.
Van 1912 tot 1919 was hij katholiek volksvertegenwoordiger voor het arrondissement Hasselt.
Hij was ook voorzitter van de kerkfabriek van Tessenderlo, voorzitter van de Sint-Martinusfanfare in Tessenderlo en erevoorzitter van talrijke katholieke verenigingen.

## Publicaties
- Arrondissement de Hasselt. Liste des notaires anciens et actuels avec indication du dépôt des minutes, Tessenderlo, 1927.
- De schenking onder echtgenooten van toekomstige goederen, in: Rechtskundig Tijdschrift voor België, 1928.